# د کارترز
د کارترز (انگلیسی: The Carters) یک گروه دونفره موسیقی متشکل از زوج‌های هنرمند بیانسه و جی-زی است. آنها در ۱۶ ژوئن ۲۰۱۸ اولین آلبوم خود را با عنوان همه چیز عشق است منتشر کردند. این دو قبل از اینکه به‌طور رسمی از همکاری خود نام ببرند، در دو تور جهانی با هم اجرا کرده بودند و تعدادی همکاری را منتشر کردند. در سال ۲۰۱۹، آلبومشان در ایالات متحده آمریکا گواهی طلا را دریافت کرد.

## آلبوم‌شناسی
- همه چیز عشق است (۲۰۱۸)